# Plužina (Srbica)
Pour le village de Serbie centrale, voir Plužina.
Plluzhinë en albanais et Plužina en serbe latin (en serbe cyrillique : Плужина) est une localité du Kosovo située dans la commune/municipalité de Skenderaj/Srbica et dans le district de Mitrovicë/Kosovska Mitrovica. Selon le recensement kosovar de 2011, elle compte 732 habitants.

## Démographie

### Évolution historique de la population dans la localité
| 1948 | 1953 | 1961 | 1971 | 1981 | 1991 | 2011 |
| ---- | ---- | ---- | ---- | ---- | ---- | ---- |
| 344  | 354  | 432  | 539  | 715  | 863  | 732  |

|  |

### Répartition de la population par nationalités (2011)
En 2011, les Albanais représentaient 99,73 % de la population.